# 히다카 본선
히다카 본선(일본어: 日高本線)은 일본 홋카이도 도마코마이시에 있는 도마코마이역과 사마니 군 사마니정의 사마니역을 잇는 홋카이도 여객철도의 철도 노선(지방 교통선)이다.

## 노선 정보
- 관할 (사업 종별) : 홋카이도 여객철도 (제1종 철도사업자)
- 구간 : 도마코마이 역 - 무카와 역 30.5 km
- 궤간 : 1067mm
- 역 수 : 5 (기종점역 포함)
  - 히다카 본선 소속 역으로 한정된 경우, 기점의 도마코마이 역(무로란 본선 소속)이 제외되어 4역이 된다.
- 복선화 구간 : 없음 (전 구간 단선)
- 전철화 구간 : 없음 (전 구간 비 전철화)
- 폐색 방식 : 자동폐색식(JR 홋카이도 도마코마이 역 - JR 화물 도마코마이 역), 특수자동폐색식 (전자 부호 조사식 (JR 화물 도마코마이 역 - 사마니 역 간)
- 최고 속도 : 95 km/h

## 역 목록
| 역명       | 일어 역명 | 역간 거리 | 영업 거리 | 접속 노선                                 | 소재지       | 소재지       |
| ---------- | --------- | --------- | --------- | ----------------------------------------- | ------------ | ------------ |
| 도마코마이 | 苫小牧    | -         | 0.0       | 홋카이도 여객철도 무로란 본선 · 지토세 선 | 도마코마이시 | 도마코마이시 |
| 유후쓰     | 勇払      | 13.1      | 13.1      |                                           | 도마코마이시 | 도마코마이시 |
| 하마아쓰마 | 浜厚真    | 9.6       | 22.7      |                                           | 유후쓰 군    | 아쓰마정     |
| 무카와     | 鵡川      | 3.5       | 30.5      |                                           | 유후쓰 군    | 무카와정     |

### 폐지 구간
| 역명           | 일어 역명 | 역간 거리 | 영업 거리 | 접속 노선 | 소재지      | 소재지     |
| -------------- | --------- | --------- | --------- | --------- | ----------- | ---------- |
| 시오미         | 汐見      | 4.0       | 34.5      |           | 유후쓰 군   | 무카와정   |
| 도미카와       | 富川      | 9.1       | 43.6      |           | 사루 군     | 히다카정   |
| 히다카몬베쓰   | 日高門別  | 7.7       | 51.3      |           | 사루 군     | 히다카정   |
| 도요사토       | 豊郷      | 5.0       | 56.3      |           | 사루 군     | 히다카정   |
| 기요하타       | 清畠      | 4.8       | 61.1      |           | 사루 군     | 히다카정   |
| 아쓰가         | 厚賀      | 4.5       | 65.6      |           | 사루 군     | 히다카정   |
| 오카리베       | 大狩部    | 5.5       | 71.1      |           | 니캇푸 군   | 니캇푸정   |
| 셋푸           | 節婦      | 2.0       | 73.1      |           | 니캇푸 군   | 니캇푸정   |
| 니이캇푸       | 新冠      | 4.1       | 77.2      |           | 니캇푸 군   | 니캇푸정   |
| 시즈나이       | 静内      | 4.9       | 82.1      |           | 히다카 군   | 신히다카정 |
| 히가시시즈나이 | 東静内    | 8.8       | 90.9      |           | 히다카 군   | 신히다카정 |
| 하루타치       | 春立      | 6.1       | 97.0      |           | 히다카 군   | 신히다카정 |
| 히다카토베쓰   | 日高東別  | 2.4       | 99.4      |           | 히다카 군   | 신히다카정 |
| 히다카미쓰이시 | 日高三石  | 6.4       | 105.8     |           | 히다카 군   | 신히다카정 |
| 호에이         | 蓬栄      | 4.0       | 109.8     |           | 히다카 군   | 신히다카정 |
| 혼키리         | 本桐      | 3.2       | 113.0     |           | 히다카 군   | 신히다카정 |
| 오기후시       | 荻伏      | 7.2       | 120.2     |           | 우라카와 군 | 우라카와정 |
| 에후에         | 絵笛      | 4.9       | 125.1     |           | 우라카와 군 | 우라카와정 |
| 우라카와       | 浦河      | 5.2       | 130.3     |           | 우라카와 군 | 우라카와정 |
| 히가시초       | 東町      | 2.1       | 132.4     |           | 우라카와 군 | 우라카와정 |
| 히다카호로베쓰 | 日高幌別  | 4.5       | 136.9     |           | 우라카와 군 | 우라카와정 |
| 우토마         | 鵜苫      | 4.2       | 141.1     |           | 사마니 군   | 사마니정   |
| 니시사마니     | 西様似    | 2.5       | 143.6     |           | 사마니 군   | 사마니정   |
| 사마니         | 様似      | 2.9       | 146.5     |           | 사마니 군   | 사마니정   |

1. ↑  출처: 네이버 블로그